# Parachromis

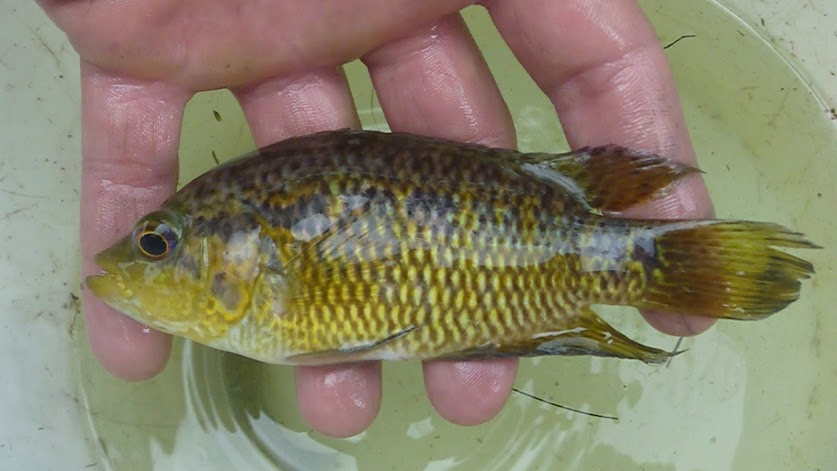
Parachromis loisellei giovane

Parachromis è un genere di pesci di acqua dolce appartenenti alla famiglia Cichlidae ed alla sottofamiglia Cichlasomatinae.

## Descrizione
Le specie appartenenti a questo genere presentano un corpo molto tozzo e compresso lateralmente. La livrea varia tra le specie, ma è sempre tendente al marrone con dei disegni più scuri di solito irregolari. La bocca è rivolta verso l'alto.
sono pesci mediamente grandi, e le dimensioni variano dai 18 cm del P. loisellei ai 72 cm del P. doovi, che può arrivare a pesare quasi 7 kg.

## Distribuzione e habitat
Provengono dai fiumi dell'America centrale.

## Tassonomia
Il genere comprende 5 specie:
- Parachromis dovii
- Parachromis friedrichsthalii
- Parachromis loisellei
- Parachromis managuensis
- Parachromis motaguensis

## Conservazione
Queste specie non sono minacciate da particolari pericoli, e non sono classificate dalla lista rossa IUCN a parte P. friedrichsthalii, comunque definita non a rischio.

## Pesca
Questi pesci sono pescati abbastanza spesso come cibo, in particolare P. doovi e P. managuensis.